# Alexandre Maître de Bay
Pour les articles homonymes, voir Bay.
Alexandre Maître, marquis de Bay, seigneur de Laer, près de Tirlemont (né à Salins en 1650 et mort à Badajoz le 14 novembre 1715) est un général français, lieutenant-général des armées de Philippe V d’Espagne. Il épouse Cécile de Winssinkercke, née à Louvain, le 7 septembre 1670.

## États de service
De 1696 à 1701, il sert comme colonel dans la cavalerie hollandaise. En 1701, il offre ses services à Philippe V d'Espagne, sert en tant que général de cavalerie dans les Flandres. Il se distingue dans la Guerre de Succession d'Espagne, notamment lors de la bataille d'Ekeren, le 30 juin 1703 aux côtés du duc de Villeroy, à la tête de la cavalerie et des dragons. 
Philippe V, par lettres données à Madrid le 23 juillet 1704, dans lesquelles il est qualifié lieutenant général de ses armées et premier lieutenant de ses gardes du corps, l’élève à la dignité de marquis de Bay. 
Dans la nuit du 14 au 15 décembre 1706, avec huit cents hommes d’infanterie et deux cents chevaux, il prend Alcántara, en Espagne. Il s'empare d’un fort qui défend le pont d’Olivença, et fait sauter ce pont au mois de juin 1707 ; le 4 octobre, il emporte d’assaut, en trois quarts d’heure, la ville de Ciudad Rodrigo. Cette action lui vaut d'être créé Chevalier de la Toison d’Or par le roi d’Espagne (Gazette de France du 10 décembre 1707), qui le nomme ensuite vice-roi d'Estrémadure. Le 20 août 1710 à la tête des armées espagnoles, il est défait par les Anglo-Autrichiens à la bataille de Saragosse. Puis en octobre 1712 il doit lever le siège de Campo Maior après une défense acharnée des Portugais. 

## Sources
- Jean-Baptiste-Pierre Courcelles, Dictionnaire universel de la noblesse de France, vol. 4, Paris, Au Bureau général de la noblesse de France, 1821 (présentation en ligne)